# I-magination
i-magination é o 19º álbum de estúdio de Masami Okui. Foi lançado em 3 de fevereiro de 2010 pela evolution e possui 12 faixas.

## Produção
Este é o sétimo álbum que Okui lança por sua própria gravadora, a evolution, novamente assumindo a produção e a composição de todas as letras.

## Recepção
O álbum ficou na 95ª posição no Oricon Albums Chart.
Ao analisar o álbum, o CD Journal disse que "os vocais valorosos se mesclam com o som com base de rock dando um senso de dignidade". Também destaca a música "Pure DIAMOND".

## Legado
Os dois singles do álbum foram feitos para obras de ficção da cultural pop. A faixa "Miracle Upper WL" foi feita em parceria com a cantora May'n, e usada no anime Ontama!; enquanto "Starting Over" foi usada no jogo Final Approach 2: 1st Priority Portable.
Já a música "Flower" foi usada como encerramento do programa Anipara Ongakukan, enquanto "PHASE" foi uma image song para o jogo de cartas Victory Spark, do anime Boku wa Tomodachi ga Sukunai.

## Faixas
| N.º            | Título                                                       | Letras         | Música         | Arranjo         | Duração |  |
| 1.             | "Starting Over" (de Final Approach 2: 1st Priority Portable) | M. Okui        | M. Okui        | Hideyuki Suzuki | 4:39    |  |
| 2.             | "Wagamama no Chou"                                           | M. Okui        | IPPEI e zion   | IPPEI e zion    | 4:15    |  |
| 3.             | "Pure DIAMOND"                                               | M. Okui        | M. Okui        | Jun Yamazaki    | 5:01    |  |
| 4.             | "Jounetsu no Kantare"                                        | M. Okui        | M. Okui        | Masanori Takumi | 3:42    |  |
| 5.             | "TO DIE FOR ×××"                                             | M. Okui        | MACARONI☆      | MACARONI☆       | 3:53    |  |
| 6.             | "Regret" (com Tomoe Ohmi)                                    | M. Okui        | M. Okui        | Kenjiro Sakiya  | 5:52    |  |
| 7.             | "Good-bye Good Luck"                                         | M. Okui        | Jun Imai       | MACARONI☆       | 4:23    |  |
| 8.             | "Sono Toki Dare mo ga Megami to Naru"                        | M. Okui        | M. Okui        | Masato Yamada   | 5:26    |  |
| 9.             | "PHASE" (de Victory Spark)                                   | M. Okui        | MACARONI☆      | MACARONI☆       | 3:43    |  |
| 10.            | "Nijiiro Shooter"                                            | M. Okui        | MACARONI☆      | MACARONI☆       | 4:12    |  |
| 11.            | "Flower" (de Anipara Ongakukan)                              | M. Okui        | M. Okui        | Hiroshi Uesugi  | 5:43    |  |
| 12.            | "Miracle Upper WL" (com May'n, de Ontama!)                   | M. Okui        | M. Okui        | MACARONI☆       | 4:25    |  |
| Duração total: | Duração total:                                               | Duração total: | Duração total: | Duração total:  | 55:14   |  |